# Simulium cuneatum
Simulium cuneatum är en tvåvingeart som först beskrevs av Günther Enderlein 1936.  Simulium cuneatum ingår i släktet Simulium och familjen knott.
Artens utbredningsområde är Paraguay. Inga underarter finns listade i Catalogue of Life.